# 1951年2月21日月食
1951年2月21日月食为一次在协调世界时1951年2月21日出現的半影月食。該次月食半影食分為0.007、全影食分為-1.060。

## 概述
這次月食的食分是10.34。

## 基本參數
- 類型：半影月食
- 食甚資料：
  - 日期：1951年2月21日
  - 時間：21:29
  - 月球位置：赤經10.34度、赤緯11.9度
  - 食分：半影食分：0.007、全影食分：-1.060

## 外部連結
- NASA月食專頁（页面存档备份，存于）（英文）